# Сінгапур на літніх Олімпійських іграх 1988
На XXIV літніх Олімпійських іграх, що проходили у Сеулі у 1988 році, Сінгапур був представлений 8 спортсменами (7 чоловіками та 1 жінкою) у трьох видах спорту — плавання, стрільба та вітрильний спорт. Прапороносцем на церемоніях відкриття та закриття Олімпійських ігор був плавець Анг Пенг Сіонг.
Сінгапур вдев'яте взяв участь у літніх Олімпійських іграх. Країна не завоювала жодної медалі.

## Вітрильний спорт
| Спортсмен              | Клас           | Заплив | Заплив | Заплив | Заплив | Заплив | Заплив | Заплив | Сума балів | Місце |
| Спортсмен              | Клас           | 1      | 2      | 3      | 4      | 5      | 6      | 7      | Сума балів | Місце |
| ---------------------- | -------------- | ------ | ------ | ------ | ------ | ------ | ------ | ------ | ---------- | ----- |
| Джозеф Чан Сію Шау Гер | 470 (чоловіки) | 25     | 27     | 25     | 25     | RET    | 23     | 21     | 182        | 27    |

## Плавання
|          | Спортсмен                                          | Дисципліна                             | Раунд              | Час     | Місце у запливі | Загальне місце | Прим.                       |
| -------- | -------------------------------------------------- | -------------------------------------- | ------------------ | ------- | --------------- | -------------- | --------------------------- |
| Чоловіки | Анг Пенг Сіонг                                     | 50 м вільним стилем                    | Відбірковий заплив | 23.08   | 3               | 9              | кваліфікувався у фінал B NR |
| Чоловіки | Анг Пенг Сіонг                                     | 50 м вільним стилем                    | Фінал В            | 23.39   | 3               | 11             |                             |
| Чоловіки | Анг Пенг Сіонг                                     | 100 м вільним стилем                   | Відбірковий заплив | 52.53   | 7               | 40             | не пройшов                  |
| Чоловіки | Анг Пенг Сіонг                                     | 100 м батерфляєм                       | Відбірковий заплив | 57.41   | 6               | 35             | не пройшов                  |
| Чоловіки | Дезмонд Ко                                         | 400 м вільним стилем                   | Відбірковий заплив | 4:15.54 | 5               | 44             | не пройшов                  |
| Чоловіки | Дезмонд Ко                                         | 200 м батерфляєм                       | Відбірковий заплив | 2:10.86 | 6               | 37             | не пройшов                  |
| Чоловіки | Дезмонд Ко                                         | 200 м комплексним плаванням            | Відбірковий заплив | 2:14.77 | 4               | 41             | не пройшов                  |
| Чоловіки | Дезмонд Ко                                         | 400 м комплексним плаванням            | Відбірковий заплив | —       | —               | —              | дискваліфікований           |
| Чоловіки | Девід Лім                                          | 200 м вільним стилем                   | Відбірковий заплив | 1:56.44 | 1               | 43             | не пройшов                  |
| Чоловіки | Девід Лім                                          | 100 м на спині                         | Відбірковий заплив | 57.34   | 1               | 14             | кваліфікувався у фінал B NR |
| Чоловіки | Девід Лім                                          | 100 м на спині                         | Фінал В            | 57.72   | 6               | 14             |                             |
| Чоловіки | Девід Лім                                          | 200 м на спині                         | Відбірковий заплив | 2:08.65 | 3               | 31             | не пройшов                  |
| Чоловіки | Девід Лім                                          | 200 м комплексним плаванням            | Відбірковий заплив | 2:11.57 | 5               | 34             | не пройшов                  |
| Чоловіки | Нгуєн Юе Менг                                      | 100 м брасом                           | Відбірковий заплив | 1:05.87 | 2               | 41             | не пройшов                  |
| Чоловіки | Нгуєн Юе Менг                                      | 200 м брасом                           | Відбірковий заплив | 2:30.74 | 2               | 47             | не пройшов                  |
| Чоловіки | Ун Цзінь Гі                                        | 50 м вільним стилем                    | Відбірковий заплив | 24.86   | 1               | 45             | не пройшов                  |
| Чоловіки | Ун Цзінь Гі                                        | 100 м вільним стилем                   | Відбірковий заплив | 53.26   | 1               | 43             | не пройшов                  |
| Чоловіки | Ун Цзінь Гі                                        | 200 м вільним стилем                   | Відбірковий заплив | 1:57.28 | 4               | 46             | не пройшов                  |
| Чоловіки | Анг Пенг Сіонг Девід Лім Ун Цзінь Гі Дезмонд Ко    | естафета 4×100 м вільним стилем        | Відбірковий заплив | 3:34.54 | 5               | 15             | не пройшли                  |
| Чоловіки | Девід Лім Нгуєн Юе Менг Анг Пенг Сіонг Ун Цзінь Гі | естафета 4×100 м комплексним плаванням | Відбірковий заплив | 3:52.86 | 7               | 17             | не пройшли                  |

## Стрільба
Жінки
| Спортсмен     | Дисципліна     | Фінал | Фінал |
| Спортсмен     | Дисципліна     | Бали  | Місце |
| ------------- | -------------- | ----- | ----- |
| Хатія Суратте | пістолет, 10 м | 361   | 36    |